# Acquisition initiale de microbiote
L'acquisition initiale de microbiote est la formation du microbiote d'un organisme immédiatement avant et après la naissance. Le microbiote (aussi appelé flore) est l'ensemble des micro-organismes dont les bactéries, les archées et les champignons qui colonisent l'organisme. Le microbiome est un autre terme pour le microbiote ou peut faire référence aux génomes collectés.
Bon nombre de ces micro-organismes interagissent avec l'hôte de manière bénéfique et jouent souvent un rôle essentiel dans des processus tels que la digestion et l'immunité. Le microbiome est dynamique : il varie d'un individu à l'autre, au fil du temps, et peut être influencé à la fois par des forces endogènes et exogènes.
De nombreuses recherches chez les invertébrés,, ont montré que les endosymbiotes peuvent être transmis verticalement aux ovocytes ou transmis de manière externe lors de la ponte. Les recherches sur l'acquisition de communautés microbiennes chez les vertébrés sont relativement rares, mais suggèrent également qu'une transmission verticale peut se produire,.

## Chez l'humain
Les premières hypothèses supposaient que les bébés humains naissent stériles et que toute présence bactérienne dans l'utérus aurait été nocive pour le fœtus. Certains pensaient que l'utérus et le lait maternel étaient stériles et que les bactéries ne pénétraient pas dans le tractus intestinal d'un nourrisson tant qu'une alimentation supplémentaire n'était pas fournie. En 1900, le pédiatre français Henry Tissier isole Bifidobacterium dans les selles de nourrissons allaités et en bonne santé,. Il a conclu que le lait maternel n'était pas stérile et a suggéré que la diarrhée causée par un déséquilibre de la flore intestinale pouvait être traitée en complétant la nourriture avec Bifidobacterium. Toutefois, Tissier a toujours affirmé que l'utérus était stérile et que les nourrissons n'entraient pas en contact avec des bactéries avant d'entrer dans le canal génital.
Au cours des dernières décennies, la recherche sur l'acquisition périnatale du microbiote chez l'homme s'est développée grâce aux développements de la technologie de séquençage de l'ADN. Des bactéries ont été détectées dans le sang du cordon ombilical, dans le liquide amniotique et dans les membranes fœtales de bébés nés à terme en bonne santé. Il a également été démontré que le méconium, la première selle du liquide amniotique digéré d'un nourrisson, contient une communauté diversifiée de microbes. Ces communautés microbiennes se composent de genres que l'on trouve couramment dans la bouche et les intestins, qui peuvent être transmis à l'utérus via la circulation sanguine, et dans le vagin, qui peut remonter par le col de l'utérus,.

## Chez les autresvertébrés
Dans une expérience, des souris gravides ont reçu de la nourriture contenant Enterococcus faecium génétiquement marqué. Le méconium de la progéniture à terme délivrée par ces souris via une césarienne stérile s'est avérée contenir l'E. faecium étiqueté, tandis que les petits des souris témoins ayant reçu de la nourriture non inoculée ne contenaient pas E. faecium. Cette preuve soutient la possibilité d'une transmission microbienne verticale chez les mammifères.
La plupart des recherches sur la transmission verticale chez les vertébrés non mammifères se concentrent sur les agents pathogènes chez les animaux d'élevage comme les poulets, les poissons,,. On ne sait pas si ces espèces incorporent également une flore commensale dans les œufs.

## Chez lesinvertébrés
Les éponges marines abritent de nombreuses espèces de microbes spécifiques aux éponges que l'on trouve dans plusieurs lignées d'éponges. Ces microbes sont détectés dans des populations divergentes sans chevauchement de gammes mais ne se trouvent pas dans l'environnement immédiat des éponges. En conséquence, on pense que les symbiotes ont été établis par un événement de colonisation avant que les éponges ne se diversifient et se maintiennent par transmission verticale (et, dans une moindre mesure, horizontale). La présence de micro-organismes à la fois dans les ovocytes et dans les embryons d'éponges a été confirmée,.
De nombreux insectes dépendent de symbiotes microbiens pour obtenir des acides aminés et d'autres nutriments qui ne sont pas disponibles à partir de leur principale source de nourriture. Le microbiote peut être transmis à la progéniture via les bactériocytes associés aux ovaires ou à l'embryon en développement,,, en nourrissant les larves avec des aliments enrichis en microbes, ou en enduisant les œufs d'un milieu contenant des microbes pendant la ponte,.

## Voir également
- Projet microbiote humain
- Microbiote
- Flore intestinale
- Flore vaginale
- Symbiose
- Maladie de Crohn